# Minuskuł 17
Minuskuł 17 (wedle numeracji Gregory—Aland), ε 525 (von Soden) – grecko-łaciński rękopis Nowego Testamentu z tekstem czterech Ewangelii, pisany minuskułą na pergaminie w języku greckim i łacińskim z XV wieku. Przechowywany jest w Paryżu, posiada pozabiblijne dodatki.

## Opis rękopisu
Kodeks zawiera tekst czterech Ewangelii, na 354 pergaminowych kartach (30,9 cm na 21 cm). Tekst łaciński przekazuje tekst Wulgaty.
Tekst rękopisu pisany jest dwoma kolumnami na stronę, 25-26 linijek w kolumnie.
Tekst dzielony jest według Sekcji Ammoniusza, których numery umieszczono na marginesie. Sekcje Ammoniusza nie zostały opatrzone odniesieniami do Kanonów Euzebiusza.
Zawiera noty liturgiczne na marginesach, łaciński synaksarion (księga liturgiczna), oraz ilustracje.

## Tekst
Grecki tekst Ewangelii reprezentuje bizantyńską tradycję tekstualną. Aland zaklasyfikował go do kategorii V. Według Claremont Profile Method, tj. metody wielokrotnych wariantów, reprezentuje rodzinę Kx (standardowy bizantyński) w Łk 1 oraz Łk 20. W Łukaszu 10 nie dokonano profilu.
Tekst łaciński reprezentuje Wulgatę.

## Historia
Paleograficznie rękopis datowany jest na wiek XV. Rękopis sporządzony został we Francji przez Georga Hermonymus, w końcu XV wieku. Należał niegdyś do kardynała Charles II de Bourbon (1476-1488).
Na listę rękopisów Nowego Testamentu wciągnął go Wettstein.
Rękopis badał Griesbach, Scholz oraz Henri Omont.
Obecnie przechowywany jest we Francuskiej Bibliotece Narodowej (Gr. 55) w Paryżu.
Nie jest cytowany w krytycznych wydaniach greckiego Novum Testamentum Nestle-Alanda (NA26, NA27).